# Spook (cráter)

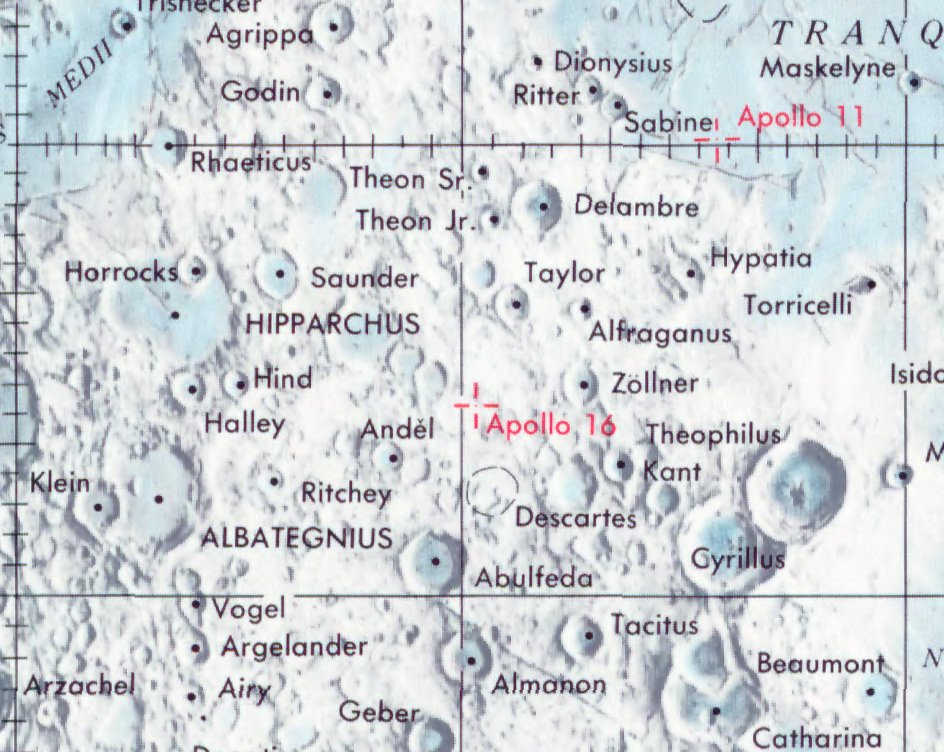
Localización del lugar de aterrizaje del Apolo 16

Spook es un pequeño cráter lunar situado en las Tierras Altas de Descartes, visitado por los astronautas del Apolo 16. El nombre del cráter fue adoptado formalmente por la Unión Astronómica Internacional en 1973. La Estación 2 de geología está adyacente a Spook, entre el propio cráter y un segundo cráter denominado Buster, más pequeño, más reciente y situado al norte de Spook.
|  |

|  |  |

El módulo lunar Orion del Apolo 16 aterrizó entre los cráteres North Ray y South Ray el 21 de abril de 1972. Los astronautas John Young y Charles M. Duke exploraron el área entre los cráteres en el transcurso de tres EVAs utilizando un Lunar Roving Vehicle o rover. Se detuvieron en Spook durante EVA 1, en el camino de regreso al módulo lunar desde el cráter Flag.
El cráter Spook tiene aproximadamente 340 metros de diámetro y más de 20 m de profundidad. Se halla a unos 550 metros al oeste del punto de aterrizaje. Fue uno de los puntos elegidos para utilizar el magnetómetro portátil Lunar (LPM), obteniéndose una lectura de aproximadamente 180 γ (gamma).. Esta fue una de las cinco ubicaciones la zona de aterrizaje donde se utilizó. Spook se inserta en la Formación Cayley del Período Ímbrico.

## Denominación
El nombre de "Spook" ("espectro" o "fantasma" en inglés) hace referencia a la suavidad de su perfil, que lo hace apenas visible desde la superficie. Tiene su origen en las denominaciones topográficas utilizadas en la hoja a escala 1/50.000 del Lunar Topophotomap con la referencia "78D2S1 Apollo 16 Landing Area".

## Muestras

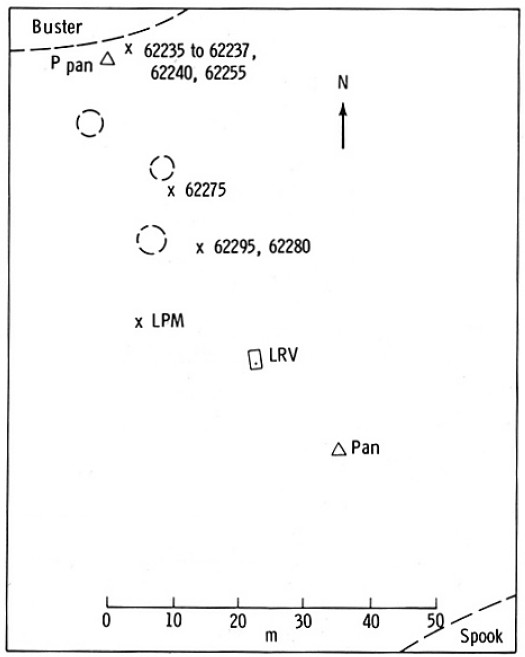
Mapa planimétrico de la Estación 2 del "Informe Científico Preliminar del Apolo 16". Las marcas X indican ubicaciones de muestras, los números de 5 dígitos son las referencias de las muestras del LRL, un rectángulo representa el rover lunar (el punto indica la cámara de TV), los puntos negros son rocas grandes, las líneas discontinuas son bordes de cráteres u otras características topográficas, y los triángulos son los puntos desde donde se tomaron panorámicas. LPM es la ubicación de las lecturas del equipo magnético portátil.

Las siguientes muestras fueron recolectadas de la vecindad del cráter Buster (Estación 2), como se detalla en la Tabla 6-II del Informe Preliminar de Ciencias Apolo 16, que no incluye muestras menores de 25 g de peso (de las cuales había muchas). El tipo de muestra, la litología y las descripciones provienen del Lunar Sample Atlas del Lunar and Planetary Institute.
| Muestra | Tipo de muestra | Litología                  | Foto | Descripción |
| ------- | --------------- | -------------------------- | ---- | --- |
| 62235   | Grava           | Brecha                     |      | Aparentemente homogénea, coherente, con un impacto holocristalino de roca fundida con una clásica textura poiquilítica altamente enriquecida en oligoelementos y elementos siderófilos; datada en 3880 millones de años, con un historial de exposición de 153 millones de años. |
| 62236   | Grava           | Roca                       |      | Se descubrió que era una roca plutónica enfriada lentamente (Takeda et al., 1979) con una edad de ~4300 millones de años (Borg et al. 1999). |
| 62237   | Roca            | Anortita                   |      | Roca blanca calcárea. |
| 62255   | Roca            | Brecha                     |      | Brecha aplastada y granulada por golpes; penetrada por bloques y venas de fusión máfica. |
| 62275   | Roca            | Anortita                   |      | Una roca blanca, muy blanda, cretácea, que se descompuso en polvo durante el manejo en laboratorios de conservación. No se ha estudiado adecuadamente. |
| 62295   | Grava           | Brecha fundida por impacto |      | Roca coherente fusionada por impacto con numerosas marcas de micrometeoritos en un lado y ninguna en el otro. |